# Hôtel de préfecture du Rhône
L'hôtel de préfecture du Rhône est un édifice abritant le siège de la préfecture de la circonscription départementale du Rhône, qui correspond depuis le 1er janvier 2015 à deux collectivités territoriales : le département du Rhône, appelé parfois « Nouveau-Rhône », et la métropole de Lyon ou « Grand Lyon », qui a remplacé à la fois le département du Rhône et la communauté urbaine de Lyon dans l'ancien territoire de cette dernière (correspondant à la commune de Lyon et à 58 communes avoisinantes).
Il accueille aussi le conseil départemental du Rhône, bien que situé en dehors dudit département et maintenu ici malgré la création de la métropole de Lyon le 1er janvier 2015. L'hôtel de préfecture du Rhône est situé dans le 3e arrondissement de Lyon.

## Histoire
L'ancienne préfecture de la place des Jacobins devint exigüe et c'est lors de la séance du 30 avril 1879 que le conseil général du Rhône décida la construction d'un nouveau bâtiment. Il choisit un terrain appartenant aux hospices civils de Lyon, entre les quartiers des Brotteaux et de la Guillotière. La construction fut confiée à l'architecte Antonin Louvier pour un cout de 4 500 000 francs. Les travaux débutèrent en 1883 et s'achevèrent en 1890. L'inauguration a lieu le 18 août 1890.
C'est dans ce bâtiment que le président de la République française Sadi Carnot décéda le 25 juin 1894, après avoir été mortellement poignardé la veille au soir par l'anarchiste italien Sante Caserio.
Une partie du bâtiment fait l’objet d’une inscription au titre des monuments historiques depuis le 15 octobre 1981. Sont concernés par l'arrêté d'inscription :
- les façades et les toitures ;
- le grand escalier à double révolution ;
- la salle du conseil général ;
- le salon jaune (ou salon Carnot) ;
- le salon sud ;
- le grand salon ;
- le salon nord ;
- la salle à manger ;
- le grand salon des appartements privés ;
- la chambre présidentielle.

## Galerie

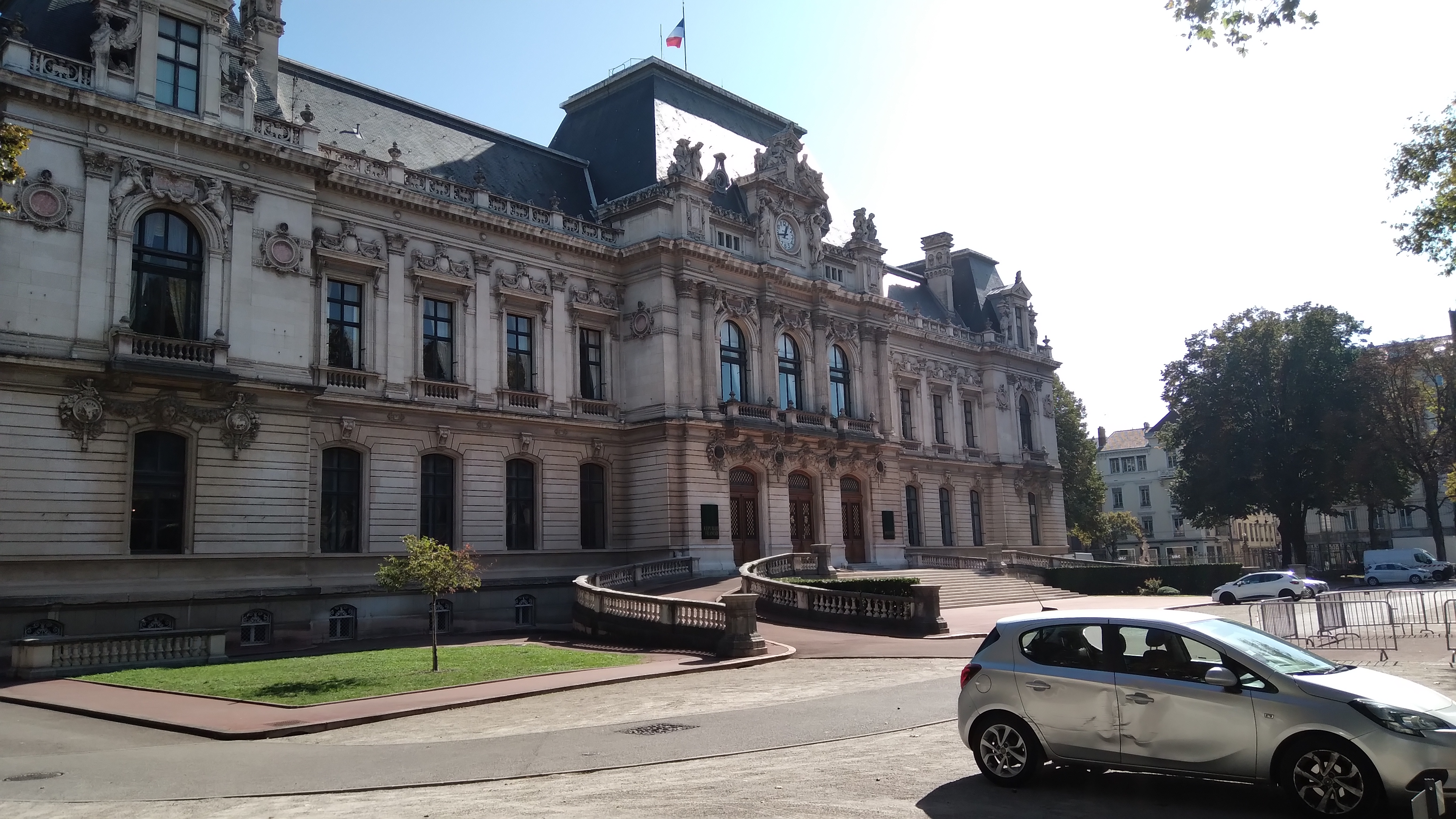
Façade principale de la préfecture.
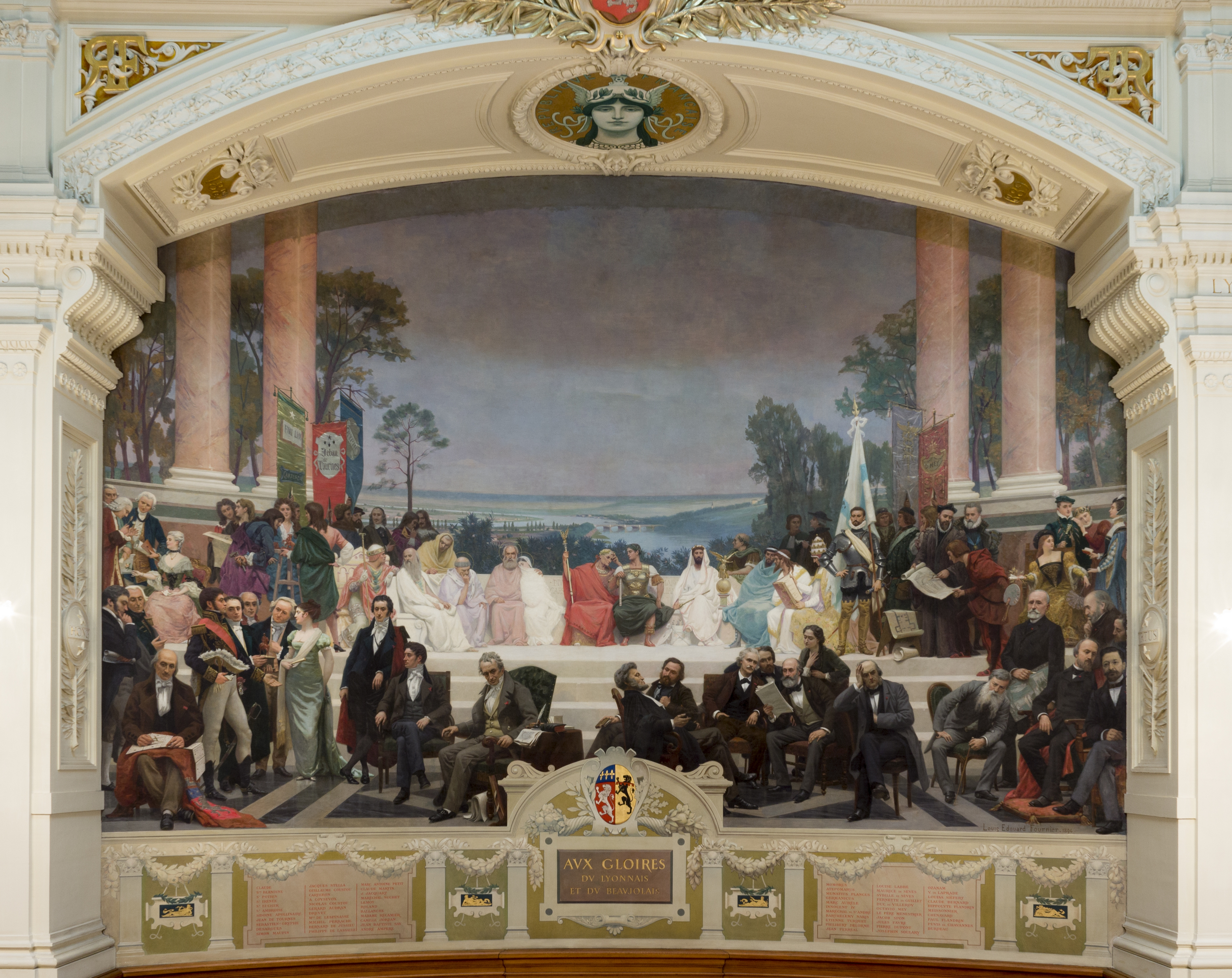
Aux gloires du Lyonnais et du Beaujolais dans la salle des délibérations.
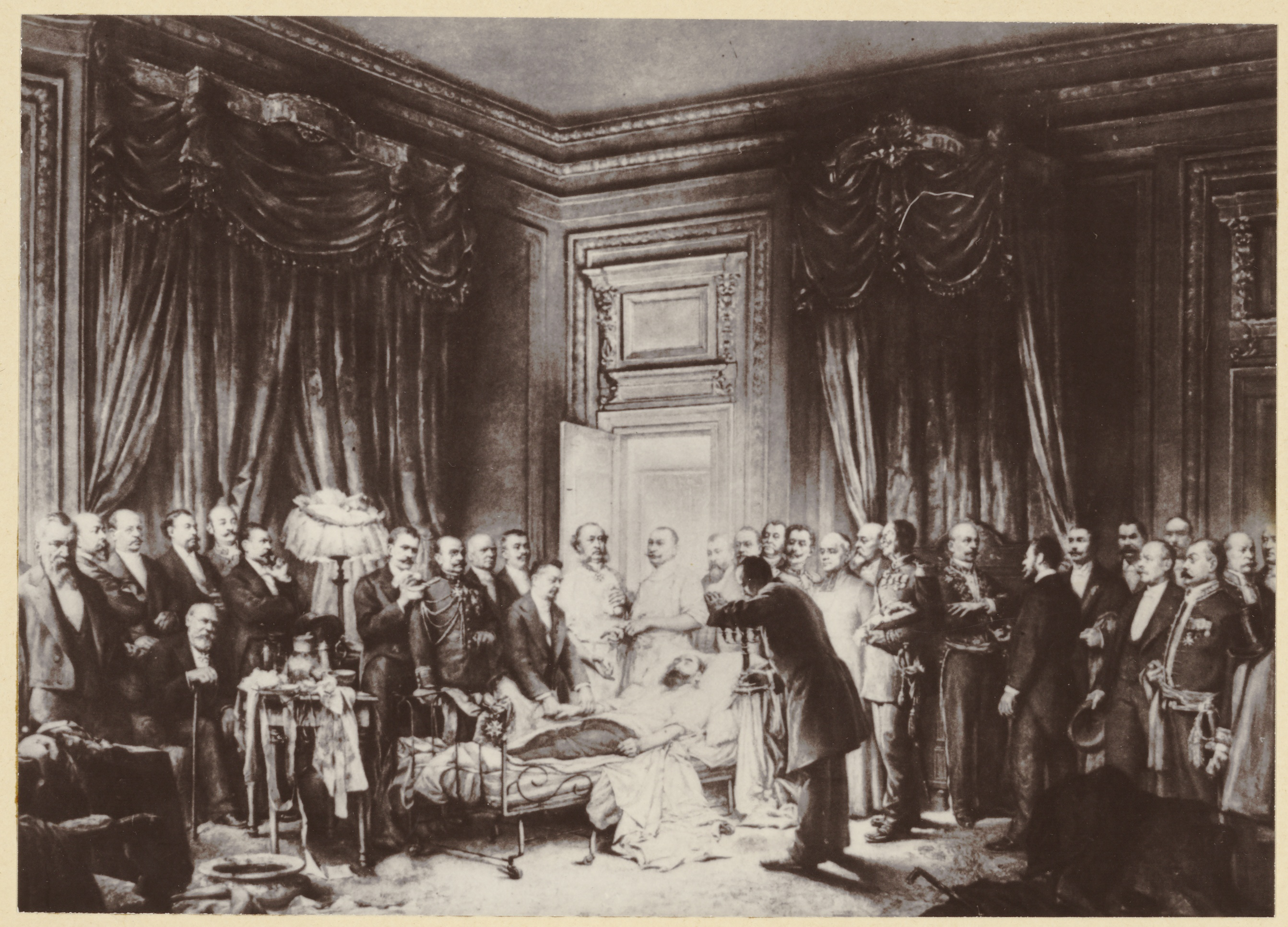
Mort du président Carnot à la préfecture de Lyon, 1894.